# علیم یارمحمدی
علیم یارمحمدی (متولد ۱۳۳۵ در زاهدان)، چهره سیاسی اصلاح طلب و نماینده مردم زاهدان، در دهمین دوره مجلس شورای اسلامی است.

## نماینده زاهدان در مجلس دهم
علیم یارمحمدی در دهمین دوره انتخابات مجلس شورای اسلامی، در لیست ائتلاف فراگیر اصلاح طلبان: گام دوم در زاهدان حضور داشت و توانست با کسب ۹۸٬۱۹۱ رأی از مجموع ۲۲۳٬۲۶۲ رأی مأخوذه صحیح، در رتبهٔ اول زاهدان، وارد مجلس دهم شود.

## سوابق اداری
- مهندس ناظر و رئیس اداره طرح و مطالعه مسیر (اداره کل راه و ترابری استان سیستان و بلوچستان) از ۱۳۶۱ تا ۱۳۷۶
- عضو هیئت مدیره سازمان نظام مهندسی استان سیستان و بلوچستان از ۱۳۶۸ تا ۱۳۷۱
- کارشناس ارشد تنظیم برنامه‌های توسعه سوم و چهارم بخش حمل و نقل استان از ۱۳۷۰ تا ۱۳۸۰
- معاون راهداری و راهسازی اداره کل راه و ترابری جنوب استان از ۱۳۷۷ تا ۱۳۷۹
- مدیرکل اداره راه و ترابری ایرانشهر از سال ۱۳۸۰ تا ۱۳۸۵ (دوره دوم ریاست جمهوری محمد خاتمی)
- مدیرکل آزمایشگاه مادر تخصصی فنی و مکانیک خاک استان از ۱۳۸۶ تا ۱۳۹۱
- رئیس کمیته نظارت سازمان نظام مهندسی استان سیستان و بلوچستان از ۱۳۸۹ تا ۱۳۹۲
- سرمهندس ارشد (نظارت) شرکت مهندسین مشاور راهیاب ملل و رهگستر آسیا از ۱۳۹۲ تا کنون
- رئیس کمیته دفاتر سازمان نظام مهندسی استان سیستان و بلوچستان از ۱۳۹۳ تا کنون
- عضو هیئت مدیره جمعیت ایمنی راه‌ها در استان سیستان و بلوچستان از ۱۳۹۴ تا کنون
- عضو کانون کارشناسان رسمی دادگستری[۴]

## سوابق نظامی
- دوره خدمت ۱۸ ماهه در لشکر ۷۷ خراسان
- دوره احتیاط ۶ ماهه در لشکر ۸۸ زاهدان در منطقه جنگی[۴]

## سوابق تحصیلی
- تحصیلات ۶ ساله دوره ابتدائی از ۱۳۴۲ تا ۱۳۴۷ در دبستان ابن سینا زاهدان
- تحصیلات ۶ ساله دوره متوسطه از ۱۳۴۸ تا ۱۳۵۳ در دبیرستان مهران (رازی فعلی) زاهدان و دبیرستان هدف تهران در رشته ریاضی
- تحصیلات دوره کارشناسی در رشته مهندسی عمران از ۱۳۵۴ تا ۱۳۵۹ در دانشگاه سیستان و بلوچستان
- تحصیلات دوره کارشناسی ارشد در رشته مدیریت دولتی از ۱۳۸۱ تا ۱۳۸۳ در مرکز آموزش مدیریت دولتی زاهدان[۴]

## طرح‌ها و برنامه‌ها
- ارتقاء محورهای مواصلاتی جنوب استان در سطح (راه‌های کشور) ملی
- مهندس ارشد احداث بیش از ۳۰ دستگاه پل بزرگ استان سیستان و بلوچستان
- جذب اعتبارات توازن منطقه‌ای برای اولین بار در استان در بین دستگاه‌های اجرایی
- بازگشایی راه‌های روستایی با تعاملات مردمی[۴]

## تقدیرنامه‌ها
- دریافت لوح تقدیر از معاون وزیر راه و ترابری (مدیرعامل شرکت ساخت و توسعه زیربناهای حمل و نقل) در سال ۱۳۸۴
- دریافت لوح تقدیر از استاندار وقت (آقای محمود حجتی) برای امدادرسانی به سیل زدگان منطقه سیستان
- دریافت لوح تقدیر از وزارت راه به جهت همکاری در رفع بحران گروگان گیری در سال ۱۳۸۴
- دریافت لوح تقدیر از مدیر کل مسکن و شهرسازی استان سیستان و بلوچستان به پاس راه‌اندازی و شناساندن سازمان نظام مهندسی استان[۴]